# PSA Squash Tour der Damen 2024/25
Die PSA Squash Tour der Damen 2024/25 umfasste alle Squashturniere der Damen-Saison 2024/25 der PSA Squash Tour. Sie begann am 1. August 2024 und endete am 31. Juli 2025. Die nach dem Monat sortierte Übersicht zeigt den Ort des Turniers an, dessen Namen, das ausgeschüttete Gesamtpreisgeld, sowie die Siegerin des Turniers. In der abschließenden Tabelle werden sämtliche Turniersiegerinnen nach der Menge ihrer Titel aufgelistet. Dabei ist es nicht relevant, welche Wertigkeit die vom Spieler gewonnenen Turniere besaßen, auch wenn eine entsprechende Erfassung erfolgt.
Bei den Turnierkategorien der PSA Challenger Tour wurden für diese Saison die Kategorien PSA Challenger Tour 20 und PSA Challenger Tour 30 gestrichen. Neu waren die Kategorien PSA Squash Tour Diamond und PSA Squash Tour Copper.
Die Saison 2024/25 bestand aus 122 Turnieren. Das Gesamtpreisgeld betrug 5.497.380 US-Dollar.

## Tourinformationen

### Anzahl nach Turnierserie
| Turnierserie | WM | Finals | Diamond | Platinum | Gold | Silver | Bronze | Copper | Ch 15 | Ch 12 | Ch 9 | Ch 6 | Ch 3 |
| ------------ | -- | ------ | ------- | -------- | ---- | ------ | ------ | ------ | ----- | ----- | ---- | ---- | ---- |
| Anzahl       | 1  | 1      | 2       | 6        | 7    | 5      | 7      | 11     | 8     | 6     | 7    | 33   | 28   |
| Gesamt       | 1  | 9      | 9       | 9        | 30   | 30     | 30     | 30     | 82    | 82    | 82   | 82   | 82   |

## Turnierplan

### August
| Datum         | Ort       | Turnier                                  | Preisgeld | Siegerin         |
| ------------- | --------- | ---------------------------------------- | --------- | ---------------- |
| 15.08.–18.08. | Ratmalana | Reliance PSA Challenge 3 Tournament 2024 | $ 3.000   | Anahat Singh     |
| 26.08.–06.09. | Kairo     | CIB Egyptian Open 2024                   | $ 325.500 | Nour El Sherbini |
| 27.08.–31.08. | Kolkata   | HCL Squash Tour - Kolkata 2024           | $ 3.000   | Anahat Singh     |
| 28.08.–01.09. | Seremban  | The Tuanku Muhriz Trophy 2024            | $ 15.000  | Aira Azman       |

### September
| Datum         | Ort          | Turnier                                  | Preisgeld | Siegerin            |
| ------------- | ------------ | ---------------------------------------- | --------- | ------------------- |
| 04.09.–08.09. | Kuala Lumpur | ACE Challenger Tour 12k 2024             | $ 12.000  | Ainaa Amani         |
| 10.09.–14.09. | Columbia     | Squash Inspire - Abbas Family 9K         | $ 9.000   | Habiba Hani         |
| 15.09.–21.09. | Paris        | Paris Squash 2024                        | $ 213.000 | Nour El Sherbini    |
| 17.09.–21.09. | Hongkong     | KCC 120th Anniversary Challenge Cup 2024 | $ 6.000   | Fung Ching-Hei      |
| 17.09.–21.09. | Windsor      | Nash Cup 2024                            | $ 28.750  | Katie Malliff       |
| 18.09.–20.09. | Asunción     | Paraguay Open 2024                       | $ 6.000   | Hannah Craig        |
| 18.09.–22.09. | Rochester    | Genesee Valley Club Open 2024            | $ 6.000   | Habiba Hani         |
| 24.09.–28.09. | São Paulo    | II SPAC Open 2024                        | $ 6.000   | Lucía Bautista      |
| 25.09.–29.09. | Johannesburg | Joburg Open 2024                         | $ 3.000   | Fereshteh Eghtedari |
| 25.09.–29.09. | Böblingen    | Schräglage Squash Open 2024              | $ 6.000   | Amina El Rihany     |
| 30.09.–05.10. | Doha         | QTerminals Qatar Classic 2024            | $ 215.000 | Nour El Sherbini    |

### Oktober
| Datum         | Ort           | Turnier                                                 | Preisgeld | Siegerin          |
| ------------- | ------------- | ------------------------------------------------------- | --------- | ----------------- |
| 06.10.–10.10. | New York City | Open Squash Classic 2024                                | $ 56.380  | Farida Mohamed    |
| 07.10.–12.10. | Lagos         | 2nd John Hett Sports Foundation Squash 2024             | $ 3.000   | Busayo Olatunji   |
| 09.10.–13.10. | Straßburg     | Open EVAE Feminin Strasbourg 2024                       | $ 6.000   | Lauren Baltayan   |
| 11.10.–16.10. | Redwood City  | Silicon Valley Open 2024                                | $ 122.000 | Olivia Weaver     |
| 14.10.–18.10. | Lancaster     | The Hamilton Open 2024                                  | $ 32.000  | Mélissa Alves     |
| 15.10.–19.10. | Lagord        | 4th Open de Lagord 2024                                 | $ 15.000  | Xin Ying Yee      |
| 19.10.–26.10. | Philadelphia  | Comcast Business U.S. Open Championships 2024           | $ 213.500 | Nouran Gohar      |
| 22.10.–26.10. | Couzeix       | 2ème Open International Féminin de Couzeix/Limoges 2024 | $ 12.000  | Akanksha Salunkhe |
| 23.10.–27.10. | Uster         | Swiss Open 2024                                         | $ 3.000   | Nadia Pfister     |
| 27.10.–31.10. | Toronto       | Canadian Women’s Open 2024                              | $ 88.750  | Tinne Gilis       |
| 29.10.–03.11. | Shanghai      | China Open 2024                                         | $ 89.000  | Rachel Arnold     |
| 30.10.–03.11. | Coffs Harbour | Costa North Coast Open 2024                             | $ 6.000   | Anahat Singh      |
| 31.10.–04.11. | Brünn         | Monit Czech Open 2024                                   | $ 9.000   | Nour Megahed      |

### November
| Datum         | Ort          | Turnier                                                     | Preisgeld | Siegerin         |
| ------------- | ------------ | ----------------------------------------------------------- | --------- | ---------------- |
| 01.11.–03.11. | London       | Telsa Media David Lloyd Purley Open 2024                    | $ 3.000   | Olivia Besant    |
| 06.11.–10.11. | Bern         | Bern Squash Open 2024                                       | $ 6.000   | Nour Megahed     |
| 06.11.–10.11. | London       | London Open 2024                                            | $ 15.000  | Nardine Garas    |
| 06.11.–10.11. | Mexiko-Stadt | CDMX Open Tekae Faltami 2024                                | $ 9.000   | Habiba Hani      |
| 06.11.–10.11. | Sydney       | Alto Pennant Hills NSW Open 2024                            | $ 6.000   | Anahat Singh     |
| 11.11.–15.11. | Monte-Carlo  | Monte Carlo Classic 2024                                    | $ 30.000  | Tesni Murphy     |
| 12.11.–16.11. | San José     | Costa Rica Open 2024                                        | $ 15.000  | Marina Stefanoni |
| 12.11.–16.11. | Potomac      | Squash Inspire - Charlie Gunn Memorial PSA Women’s $6k 2024 | $ 6.000   | Nour Khafagy     |
| 12.11.–17.11. | Kuala Lumpur | ACE Malaysia Squash Cup 2024                                | $ 64.000  | Amina Orfi       |
| 13.11.–17.11. | Sydney       | Bondi Open 2024                                             | $ 3.000   | Madison Lyon     |
| 19.11.–23.11. | Quito        | Club Rancho San Francisco 2024                              | $ 6.000   | Barb Sameh       |
| 19.11.–23.11. | Philadelphia | Chestnut Hill Classic 2024                                  | $ 53.750  | Olivia Weaver    |
| 19.11.–24.11. | Singapur     | Vitagen Singapore Squash Open 2024                          | $ 120.000 | Amina Orfi       |
| 20.11.–24.11. | Mumbai       | JSW 10th Sunil Verma Memorial Tournament 2024               | $ 3.000   | Anahat Singh     |
| 26.11.–30.11. | Quito        | Arrayanes Country Club Open 2024                            | $ 6.000   | Barb Sameh       |
| 26.11.–30.11. | Kapstadt     | Cape Town Squash Open 2024                                  | $ 25.000  | Mélissa Alves    |
| 27.11.–01.12. | Tourcoing    | PSA Des Hauts De France - Wam 2024                          | $ 12.000  | Camille Serme    |
| 27.11.–01.12. | Manchester   | Olliers Solicitors Northern Open 2024                       | $ 12.000  | Zeina Zein       |

### Dezember
| Datum         | Ort      | Turnier                               | Preisgeld | Siegerin           |
| ------------- | -------- | ------------------------------------- | --------- | ------------------ |
| 02.12.–08.12. | Hongkong | Milwaukee Hong Kong Squash Open 2024  | $ 207.500 | Nouran Gohar       |
| 04.12.–08.12. | Madeira  | Madeira International Tournament 2024 | $ 6.000   | Au Yeong Wai Yhann |
| 06.12.–08.12. | Boston   | Boston Open 2024                      | $ 3.000   | Sophie Fadaely     |
| 18.12.–22.12. | Mumbai   | 79 CCI Western India 2024             | $ 9.000   | Anahat Singh       |

### Januar
| Datum         | Ort           | Turnier                                   | Preisgeld | Siegerin           |
| ------------- | ------------- | ----------------------------------------- | --------- | ------------------ |
| 14.01.–19.01. | Cleveland     | Squash in the Land 2025                   | $ 88.750  | Satomi Watanabe    |
| 23.01.–30.01. | New York City | J. P. Morgan Tournament of Champions 2025 | $ 219.000 | Hania El Hammamy   |
| 29.01.–02.02. | New York City | Carol Weymuller Open 2025                 | $ 53.750  | Fayrouz Aboelkheir |
| 30.01.–02.02. | Garland       | Brightpath Foundations Open 2025          | $ 3.000   | Laila Sedky        |

### Februar
| Datum         | Ort        | Turnier                    | Preisgeld | Siegerin                |
| ------------- | ---------- | -------------------------- | --------- | ----------------------- |
| 05.02.–09.02. | Cincinnati | Cincinnati Gaynor Cup 2025 | $ 78.750  | Sivasangari Subramaniam |
| 07.02.–09.02. | Bergen     | PSA West Coast Cup 2025    | $ 3.000   | Cristina Tartarone      |
| 17.02.–20.02. | Brünn      | Brno Open 2025             | $ 3.000   | Karolína Šrámková       |
| 18.02.–23.02. | Houston    | Cotidie Texas Open 2025    | $ 111.000 | Nouran Gohar            |

### März
| Datum         | Ort          | Turnier                                                     | Preisgeld | Siegerin         |
| ------------- | ------------ | ----------------------------------------------------------- | --------- | ---------------- |
| 04.03.–08.03. | Odense       | Odense Open 2025                                            | $ 9.000   | Lisa Aitken      |
| 04.03.–09.03. | Christchurch | New Zealand Open 2025                                       | $ 93.000  | Amina Orfi       |
| 05.03.–09.03. | Vancouver    | Richardson Wealth Womens PSA Open 2025                      | $ 28.750  | Mélissa Alves    |
| 12.03.–16.03. | Brisbane     | Easy Times Brewing Co Squash Australian Open 2025           | $ 120.000 | Olivia Weaver    |
| 12.03.–16.03. | Calgary      | Calgary CFO Consulting Services PSA Womens Squash Week 2025 | $ 28.750  | Jasmine Hutton   |
| 17.03.–21.03. | Chennai      | SRFI Indian Tour 2025                                       | $ 15.000  | Anahat Singh     |
| 17.03.–21.03. | Hongkong     | Hong Kong Squash PSA Challenge Cup 2025                     | $ 3.000   | Kirstie Wong     |
| 19.03.–23.03. | Springfield  | The St. James Open 2025                                     | $ 6.000   | Alina Buschma    |
| 19.03.–23.03. | Hamburg      | German Open 2025                                            | $ 60.500  | Amanda Sobhy     |
| 24.03.–28.03. | Chennai      | JSW Indian Open 2025                                        | $ 15.000  | Anahat Singh     |
| 25.03.–29.03. | Liverpool    | Liverpool Cricket Club Open 2025                            | $ 12.000  | Camille Serme    |
| 25.03.–29.03. | Madrid       | Spanish Open 2025                                           | $ 35.000  | Zeina Mickawy    |
| 25.03.–30.03. | London       | Optasia Championships 2025                                  | $ 118.000 | Hania El Hammamy |

### April
| Datum         | Ort                    | Turnier                                               | Preisgeld | Siegerin              |
| ------------- | ---------------------- | ----------------------------------------------------- | --------- | --------------------- |
| 02.04.–06.04. | Edinburgh              | The Edinburgh Open 2025                               | $ 6.000   | Lauren Baltayan       |
| 02.04.–06.04. | Rotterdam              | Rotterdam Open 2025                                   | $ 3.000   | Cristina Tartarone    |
| 02.04.–06.04. | Manchester             | Manchester Open 2025                                  | $ 66.500  | Salma Hany            |
| 07.04.–10.04. | Mossel Bay             | 2024/25 World Championship Qualifying Event - Africa  | $ 5.050   | Nadien Elhammamy      |
| 08.04.–11.04. | St. Louis              | 2024/25 World Championship Qualifying Event - America | $ 5.050   | Lucie Stefanoni       |
| 07.04.–10.04. | Melbourne              | 2024/25 World Championship Qualifying Event - Oceania | $ 5.050   | Jessica van der Walt  |
| 09.04.–13.04. | Yokohama               | Dynam Cup Yokohama Open 2025                          | $ 6.000   | Yasshmita Jadishkumar |
| 12.04.–15.04. | Santiago de Compostela | 2024/25 World Championship Qualifying Event - Europe  | $ 5.050   | Kiera Marshall        |
| 12.04.–18.04. | el-Guna                | El Gouna International Squash Open 2025               | $ 217.500 | Nouran Gohar          |
| 13.04.–17.04. | St. Louis              | RC Pro Series 2025                                    | $ 15.000  | Xin Ying Yee          |
| 17.04.–20.04. | Kuala Lumpur           | 2024/25 World Championship Qualifying Event - Asia    | $ 5.050   | Anahat Singh          |
| 18.04.–20.04. | Washington, D.C.       | Squash on Fire Open 2025 Wildcard Challenge           | $ 3.000   | Karina Tyma           |
| 22.04.–27.04. | Zürich                 | Grasshopper Cup 2025                                  | $ 123.000 | Nouran Gohar          |
| 23.04.–27.04. | Washington, D.C.       | Squash on Fire Open 2025                              | $ 58.750  | Amanda Sobhy          |
| 29.04.–03.05. | Salzburg               | Mozart Open 2025                                      | $ 6.000   | Toby Tse              |
| 29.04.–03.05. | Richmond               | Richmond Open 2025                                    | $ 28.750  | Marina Stefanoni      |
| 29.04.–03.05. | Devonshire Parish      | IQUW Bermuda Open 2025                                | $ 28.750  | Aira Azman            |
| 30.04.–04.05. | New York City          | The Hyder Trophy 2025                                 | $ 12.000  | Alicia Mead           |

### Mai
| Datum         | Ort          | Turnier                                             | Preisgeld | Siegerin              |
| ------------- | ------------ | --------------------------------------------------- | --------- | --------------------- |
| 06.05.–10.05. | São Paulo    | ECP Open 2025                                       | $ 6.000   | Lauren Baltayan       |
| 07.05.–11.05. | Toronto      | Guilfoyle PSA Squash Classic 2025                   | $ 6.000   | Toby Tse              |
| 08.05.–11.05. | Darwin       | NT Open 2025                                        | $ 3.000   | Colette Sultana       |
| 09.05.–17.05. | Chicago      | Squash-Weltmeisterschaft der Frauen 2024/25         | $ 656.500 | Nour El Sherbini      |
| 14.05.–18.05. | Den Haag     | The Hague Open 2025                                 | $ 6.000   | Jana Swaify           |
| 20.05.–24.05. | Adelaide     | Swarmer South Australian Open 2025                  | $ 9.000   | Toby Tse              |
| 20.05.–24.05. | Dublin       | Cannon Kirk Gillen Markets Irish Open 2025          | $ 36.000  | Tesni Murphy          |
| 21.05.–25.05. | Hinckley     | The Smyths Toys Hinckley Challenger 2025            | $ 3.000   | Cristina Tartarone    |
| 22.05.–27.05. | Kairo        | Palm Hills Squash Open 2025                         | $ 123.000 | Nouran Gohar          |
| 23.05.–25.05. | Irun         | Alizia Txoperena Basque Country PSA Challenger 2025 | $ 3.000   | Ambre Allinckx        |
| 28.05.–31.05. | Utrecht      | KPI Open 2025                                       | $ 3.000   | Farida Walid          |
| 29.05.–01.06. | Berkhamstead | Berkhamstead Linksap Open 2025                      | $ 3.000   | Emily Coulcher-Porter |
| 30.05.–01.06. | Kalgoorlie   | Northern Star Resources Ltd Golden Open 2025        | $ 6.000   | Kirstie Wong          |
| 31.05.–08.06. | Birmingham   | GillenMarkets British Open 2025                     | $ 348.500 | Nouran Gohar          |

### Juni
| Datum         | Ort                    | Turnier                                       | Preisgeld | Siegerin         |
| ------------- | ---------------------- | --------------------------------------------- | --------- | ---------------- |
| 03.06.–07.06. | Houston                | Aftab Jawaid Memorial Women Open 2025         | $ 9.000   | Zeina Zein       |
| 04.06.–08.06. | Belmont                | WA Open International 2025                    | $ 6.000   | Kirstie Wong     |
| 10.06.–14.06. | Santiago de Compostela | Santiago Open 2025                            | $ 41.000  | Malak Khafagy    |
| 11.06.–15.06. | Seremban               | PSNS President’s Trophy 2025                  | $ 6.000   | Goh Zhi Xuan     |
| 18.06.–21.06. | Kapstadt               | Western Province Open PSA 2025                | $ 3.000   | Alexandra Fuller |
| 18.06.–22.06. | Mississauga            | Life Time Mississauga Challenger 2025         | $ 3.000   | Laura Tovar      |
| 18.06.–22.06. | Santa Cristina d’Aro   | Squash Project Costa Brava 2025               | $ 6.000   | Farida Walid     |
| 19.06.–22.06. | Ponta Grossa           | Copa do Brasil 2025                           | $ 3.000   | Fiorella Gatti   |
| 24.06.–28.06. | Paris                  | Paris Montmartre PSA 15K 2025                 | $ 15.000  | Nadien Elhammamy |
| 25.06.–29.06. | Temuka                 | Trust Aoraki Midlands PSA 2025                | $ 3.000   | Ella Lash        |
| 25.06.–29.06. | New York City          | Maspeth Welding Steel Court Championship 2025 | $ 6.000   | Laila Sedky      |
| 25.06.–29.06. | Gibraltar              | Gibraltar Open 2025                           | $ 6.000   | Hayley Ward      |
| 25.06.–29.06. | Toronto                | PSA Squash Tour Finals der Damen 2024/25      | $ 317.500 | Nouran Gohar     |
| 26.06.–29.06. | Bendigo                | City of Greater Bendigo International 2025    | $ 3.000   | Noa Romero       |

### Juli
| Datum         | Ort        | Turnier                                       | Preisgeld | Siegerin       |
| ------------- | ---------- | --------------------------------------------- | --------- | -------------- |
| 03.07.–06.07. | Shepparton | City of Greater Shepparton International 2025 | $ 3.000   | Gigi Yeung     |
| 08.07.–12.07. | Asunción   | Paraguay Open 2025                            | $ 6.000   | Caroline Fouts |
| 10.07.–13.07. | Geelong    | Geeong International 2025                     | $ 3.000   | Noa Romero     |
| 16.07.–20.07. | Melbourne  | Victorian Open 2025                           | $ 6.000   | Noa Romero     |
| 30.07.–03.08. | Hobart     | Eastside Open 2025                            | $ 3.000   | Gigi Yeung     |

## Turniersiegerinnen
| Platz | Spielerin               | Siege | WM | Finals | Diamond | Platinum | Gold | Silver | Bronze | Copper | Ch 15 | Ch 12 | Ch 9 | Ch 6 | Ch 3 |
| ----- | ----------------------- | ----- | -- | ------ | ------- | -------- | ---- | ------ | ------ | ------ | ----- | ----- | ---- | ---- | ---- |
| 1.    | Anahat Singh            | 9     |    |        |         |          |      |        |        |        | 2     |       | 1    | 3    | 3    |
| 2.    | Nouran Gohar            | 8     |    | 1      | 1       | 3        | 3    |        |        |        |       |       |      |      |      |
| 3.    | Nour El Sherbini        | 4     | 1  |        | 1       | 2        |      |        |        |        |       |       |      |      |      |
| 4.    | Mélissa Alves           | 3     |    |        |         |          |      |        |        | 3      |       |       |      |      |      |
| 4.    | Lauren Baltayan         | 3     |    |        |         |          |      |        |        |        |       |       |      | 3    |      |
| 4.    | Habiba Hani             | 3     |    |        |         |          |      |        |        |        |       |       | 2    | 1    |      |
| 4.    | Amina Orfi              | 3     |    |        |         |          | 1    | 1      | 1      |        |       |       |      |      |      |
| 4.    | Noa Romero              | 3     |    |        |         |          |      |        |        |        |       |       |      | 1    | 2    |
| 4.    | Cristina Tartarone      | 3     |    |        |         |          |      |        |        |        |       |       |      |      | 3    |
| 4.    | Toby Tse                | 3     |    |        |         |          |      |        |        |        |       |       | 1    | 2    |      |
| 4.    | Olivia Weaver           | 3     |    |        |         |          | 2    |        | 1      |        |       |       |      |      |      |
| 4.    | Kirstie Wong            | 3     |    |        |         |          |      |        |        |        |       |       |      | 2    | 1    |
| 13.   | Aira Azman              | 2     |    |        |         |          |      |        |        | 1      | 1     |       |      |      |      |
| 13.   | Hania El Hammamy        | 2     |    |        |         | 1        | 1    |        |        |        |       |       |      |      |      |
| 13.   | Nadien Elhammamy        | 2     |    |        |         |          |      |        |        |        | 1     |       |      | 1    |      |
| 13.   | Nour Megahed            | 2     |    |        |         |          |      |        |        |        |       |       | 1    | 1    |      |
| 13.   | Tesni Murphy            | 2     |    |        |         |          |      |        |        | 2      |       |       |      |      |      |
| 13.   | Barb Sameh              | 2     |    |        |         |          |      |        |        |        |       |       |      | 2    |      |
| 13.   | Laila Sedky             | 2     |    |        |         |          |      |        |        |        |       |       |      | 1    | 1    |
| 13.   | Camille Serme           | 2     |    |        |         |          |      |        |        |        |       | 2     |      |      |      |
| 13.   | Marina Stefanoni        | 2     |    |        |         |          |      |        |        | 1      | 1     |       |      |      |      |
| 13.   | Amanda Sobhy            | 2     |    |        |         |          |      |        | 2      |        |       |       |      |      |      |
| 13.   | Farida Walid            | 2     |    |        |         |          |      |        |        |        |       |       |      | 1    | 1    |
| 13.   | Xin Ying Yee            | 2     |    |        |         |          |      |        |        |        | 2     |       |      |      |      |
| 13.   | Gigi Yeung              | 2     |    |        |         |          |      |        |        |        |       |       |      |      | 2    |
| 13.   | Zeina Zein              | 2     |    |        |         |          |      |        |        |        |       | 1     | 1    |      |      |
| 27.   | Fayrouz Aboelkheir      | 1     |    |        |         |          |      |        | 1      |        |       |       |      |      |      |
| 27.   | Lisa Aitken             | 1     |    |        |         |          |      |        |        |        |       |       | 1    |      |      |
| 27.   | Ambre Allinckx          | 1     |    |        |         |          |      |        |        |        |       |       |      |      | 1    |
| 27.   | Ainaa Amani             | 1     |    |        |         |          |      |        |        |        |       | 1     |      |      |      |
| 27.   | Rachel Arnold           | 1     |    |        |         |          |      | 1      |        |        |       |       |      |      |      |
| 27.   | Au Yeong Wai Yhann      | 1     |    |        |         |          |      |        |        |        |       |       |      | 1    |      |
| 27.   | Lucía Bautista          | 1     |    |        |         |          |      |        |        |        |       |       |      | 1    |      |
| 27.   | Olivia Besant           | 1     |    |        |         |          |      |        |        |        |       |       |      |      | 1    |
| 27.   | Alina Buschma           | 1     |    |        |         |          |      |        |        |        |       |       |      | 1    |      |
| 27.   | Emily Coulcher-Porter   | 1     |    |        |         |          |      |        |        |        |       |       |      |      | 1    |
| 27.   | Hannah Craig            | 1     |    |        |         |          |      |        |        |        |       |       |      | 1    |      |
| 27.   | Fereshteh Eghtedari     | 1     |    |        |         |          |      |        |        |        |       |       |      |      | 1    |
| 27.   | Amina El Rihany         | 1     |    |        |         |          |      |        |        |        |       |       |      | 1    |      |
| 27.   | Sophie Fadaely          | 1     |    |        |         |          |      |        |        |        |       |       |      |      | 1    |
| 27.   | Caroline Fouts          | 1     |    |        |         |          |      |        |        |        |       |       |      | 1    |      |
| 27.   | Alexandra Fuller        | 1     |    |        |         |          |      |        |        |        |       |       |      |      | 1    |
| 27.   | Fung Ching-Hei          | 1     |    |        |         |          |      |        |        |        |       |       |      | 1    |      |
| 27.   | Nardine Garas           | 1     |    |        |         |          |      |        |        |        | 1     |       |      |      |      |
| 27.   | Fiorella Gatti          | 1     |    |        |         |          |      |        |        |        |       |       |      |      | 1    |
| 27.   | Tinne Gilis             | 1     |    |        |         |          |      | 1      |        |        |       |       |      |      |      |
| 27.   | Goh Zhi Xuan            | 1     |    |        |         |          |      |        |        |        |       |       |      | 1    |      |
| 27.   | Salma Hany              | 1     |    |        |         |          |      |        | 1      |        |       |       |      |      |      |
| 27.   | Jasmine Hutton          | 1     |    |        |         |          |      |        |        | 1      |       |       |      |      |      |
| 27.   | Yasshmita Jadishkumar   | 1     |    |        |         |          |      |        |        |        |       |       |      | 1    |      |
| 27.   | Malak Khafagy           | 1     |    |        |         |          |      |        |        | 1      |       |       |      |      |      |
| 27.   | Nour Khafagy            | 1     |    |        |         |          |      |        |        |        |       |       |      | 1    |      |
| 27.   | Ella Lash               | 1     |    |        |         |          |      |        |        |        |       |       |      |      | 1    |
| 27.   | Madison Lyon            | 1     |    |        |         |          |      |        |        |        |       |       |      |      | 1    |
| 27.   | Katie Malliff           | 1     |    |        |         |          |      |        |        | 1      |       |       |      |      |      |
| 27.   | Kiera Marshall          | 1     |    |        |         |          |      |        |        |        |       |       |      | 1    |      |
| 27.   | Alicia Mead             | 1     |    |        |         |          |      |        |        |        |       | 1     |      |      |      |
| 27.   | Zeina Mickawy           | 1     |    |        |         |          |      |        |        | 1      |       |       |      |      |      |
| 27.   | Farida Mohamed          | 1     |    |        |         |          |      |        | 1      |        |       |       |      |      |      |
| 27.   | Busayo Olatunji         | 1     |    |        |         |          |      |        |        |        |       |       |      |      | 1    |
| 27.   | Nadia Pfister           | 1     |    |        |         |          |      |        |        |        |       |       |      |      | 1    |
| 27.   | Akanksha Salunkhe       | 1     |    |        |         |          |      |        |        |        |       | 1     |      |      |      |
| 27.   | Karolína Šrámková       | 1     |    |        |         |          |      |        |        |        |       |       |      |      | 1    |
| 27.   | Lucie Stefanoni         | 1     |    |        |         |          |      |        |        |        |       |       |      | 1    |      |
| 27.   | Sivasangari Subramaniam | 1     |    |        |         |          |      | 1      |        |        |       |       |      |      |      |
| 27.   | Colette Sultana         | 1     |    |        |         |          |      |        |        |        |       |       |      |      | 1    |
| 27.   | Jana Swaify             | 1     |    |        |         |          |      |        |        |        |       |       |      | 1    |      |
| 27.   | Laura Tovar             | 1     |    |        |         |          |      |        |        |        |       |       |      |      | 1    |
| 27.   | Karina Tyma             | 1     |    |        |         |          |      |        |        |        |       |       |      |      | 1    |
| 27.   | Jessica van der Walt    | 1     |    |        |         |          |      |        |        |        |       |       |      | 1    |      |
| 27.   | Hayley Ward             | 1     |    |        |         |          |      |        |        |        |       |       |      | 1    |      |
| 27.   | Satomi Watanabe         | 1     |    |        |         |          |      | 1      |        |        |       |       |      |      |      |

## Nationenwertung
| Platz | Nation             | Siege | WM | Finals | Diamond | Platinum | Gold | Silver | Bronze | Copper | Ch 15 | Ch 12 | Ch 9 | Ch 6 | Ch 3 |
| ----- | ------------------ | ----- | -- | ------ | ------- | -------- | ---- | ------ | ------ | ------ | ----- | ----- | ---- | ---- | ---- |
| 1.    | Ägypten            | 37    | 1  | 1      | 2       | 6        | 5    | 1      | 4      | 2      | 2     | 1     | 4    | 9    | 1    |
| 2.    | Vereinigte Staaten | 11    |    |        |         |          | 2    |        | 3      | 1      | 1     |       |      | 3    | 1    |
| 3.    | Indien             | 10    |    |        |         |          |      |        |        |        | 2     | 1     | 1    | 3    | 3    |
| 4.    | Malaysia           | 9     |    |        |         |          |      | 2      |        | 1      | 3     | 1     |      | 2    |      |
| 5.    | Frankreich         | 8     |    |        |         |          |      |        |        | 3      |       | 2     |      | 3    |      |
| 6.    | Hongkong           | 7     |    |        |         |          |      |        |        |        |       |       | 1    | 5    | 1    |
| 7.    | England            | 6     |    |        |         |          |      |        |        | 2      |       | 1     |      | 1    | 2    |
| 8.    | Australien         | 3     |    |        |         |          |      |        |        |        |       |       |      | 1    | 2    |
| 8.    | Italien            | 3     |    |        |         |          |      |        |        |        |       |       |      |      | 3    |
| 8.    | Spanien            | 3     |    |        |         |          |      |        |        |        |       |       |      | 1    | 2    |
| 11.   | Kolumbien          | 2     |    |        |         |          |      |        |        |        |       |       |      | 1    | 1    |
| 11.   | Macau              | 2     |    |        |         |          |      |        |        |        |       |       |      |      | 2    |
| 11.   | Schweiz            | 2     |    |        |         |          |      |        |        |        |       |       |      |      | 2    |
| 11.   | Südafrika          | 2     |    |        |         |          |      |        |        |        |       |       |      | 1    | 1    |
| 11.   | Wales              | 2     |    |        |         |          |      |        |        | 2      |       |       |      |      |      |
| 16.   | Belgien            | 1     |    |        |         |          |      | 1      |        |        |       |       |      |      |      |
| 16.   | Iran               | 1     |    |        |         |          |      |        |        |        |       |       |      |      | 1    |
| 16.   | Irland             | 1     |    |        |         |          |      |        |        |        |       |       |      | 1    |      |
| 16.   | Japan              | 1     |    |        |         |          |      | 1      |        |        |       |       |      |      |      |
| 16.   | Malta              | 1     |    |        |         |          |      |        |        |        |       |       |      |      | 1    |
| 16.   | Neuseeland         | 1     |    |        |         |          |      |        |        |        |       |       |      |      | 1    |
| 16.   | Nigeria            | 1     |    |        |         |          |      |        |        |        |       |       |      |      | 1    |
| 16.   | Paraguay           | 1     |    |        |         |          |      |        |        |        |       |       |      |      | 1    |
| 16.   | Polen              | 1     |    |        |         |          |      |        |        |        |       |       |      |      | 1    |
| 16.   | Schottland         | 1     |    |        |         |          |      |        |        |        |       |       | 1    |      |      |
| 16.   | Singapur           | 1     |    |        |         |          |      |        |        |        |       |       |      | 1    |      |
| 16.   | Tschechien         | 1     |    |        |         |          |      |        |        |        |       |       |      |      | 1    |
| 16.   | Ukraine            | 1     |    |        |         |          |      |        |        |        |       |       |      | 1    |      |